# 长江埠街道
长江埠街道，是中华人民共和国湖北省孝感市应城市下辖的一个乡镇级行政单位。街道位于应城市东部，在应城、云梦、安陆三县市的交界，是一座拥有四百余年历史的工业重镇，素有“小汉口”之称。

## 建制历史
长江埠的历史可追溯至四百年前的正德十四年（1519年）。彼时，有易姓人家为避宸濠之乱，自江西吉水迁居至此，在涢水（府河）右岸开立集市，因家中孙名曰“易长江”，故以其名称地。后因其毗邻涢水日渐繁华，“帆樯林立，商贾云集”，故又称“长江埠”。
至清代时，长江埠已经成为涢水下游的一座重镇。康熙五十二年（1713年），将应城县北部的崎山巡检司迁至本镇；至乾隆时期又设置长江团。同治六年（1867年），镇周修筑堡寨，名“永安堡”，另毗邻涢水，还置有长江水师。

## 交通

### 川汉铁路
1914年9月，汉口玉带门站至应城111km区间的川汉铁路一期工程开工。之后，汉口玉带门站至长江埠站区间桥涵设施完工，然因第一次世界大战爆发，负责该工程的德国技师回国，不得已工程中止。尔后至中华人民共和国建国后确立的汉丹铁路工程落实前，汉口玉带门站至长江埠站区间绝大部分处于桥涵完工然未铺轨的状态。

## 行政区划
长江埠街道下辖以下地区：
永乐街社区、白布街社区、车站街社区、大普村、余上村、祁墩村、龚杨村、苏台村、三里村、左家村、上房村、雷岑村、九屋村、黄窑村、林褚村、胡程村、上莫村和长江盐厂社区。